# 姚新章
姚新章（1943年—），男，山西临猗人，中华人民共和国政治人物，曾任中共吕梁地委书记，山西省人大常委会副主任，山西省总工会主席。